# Добри Желязков
Добри Желязков Фотисов – Фабрикаджията, известен и с турското си прозвище Ислименли (тоест Сливенеца), е български предприемач, считан за родоначалник на българската текстилна индустрия, основал през 30-те години на 19 век първото предприятие за  фабрично текстилно производство в Сливен и на Балканите, в рамките на Османската империя. През 1836 г. султан Махмуд II  подписва ферман, с който се узаконява проектът за построяването на фабриката му.

## Биография
Добри Желязков е роден през 1800 г. в най-източния край на Сливен – Ново село, в бедно семейство. От малък остава сирак, без баща. За детството му има оскъдни сведения – израснал в сиромашия, посещава гръцкото училище в Сливен (едно от първите, основано през 1805 г.). Научава се да пише и чете на гръцки език.
Първото занятие на Добри като юноша е сладкарството (шекерджия). След време го заменя с караабаджилък – текстилно производство и търговия на аби и шаяци. Подтикван от предприемчивия си дух, пътува често до Цариград, развивайки търговските си умения. По онова време град Сливен представлява голяма текстилна фабрика, а всяка къща – текстилна работилница, в която се тъкат аби, шаяци, козяци, губери и др. Купувачите са предимно турски търговци от Анадола. Градът има голямо стопанско значение за Османската империя и това му осигурява известни привилегии. Сливенският занаятчия е известен с това, че постоянно се опитва да оптимизира процеса на производство на аба. Още през 1820 – 1825 г. Добри измисля пособие, за чието устройство засега се знае, че е представлявало  „уред от дърво и телове“, който заменя най-трудоемката и бавна ръчна дейност в шаечното производство – влаченето на вълната. Работата с новия дарак значително подобрява производството, тя става по-бърза, а платовете - с по-високо качество, без възли и „брадавици“ по тях. С предимството, което придобива над тях, той си спечелва неприязънта на абаджийския еснаф в града, под чието давление турските управници започват да го преследват. Положението му особено се влошава след края на Руско-турската война от 1828 – 1829, когато като един от организаторите (чрез основаното от него и Иван Селимински през 1825 г. Тайно братство) на подготвяното в помощ на русите местно въстание, се вижда принуден да се пресели в Руската империя, където от април 1830 г. заживява в  черноморски град Севастопол, на югозападното крайбрежие на Кримския полуостров. Там Желязков се занимава с международна търговия и става виден търговец на колониални стоки – през Измит (Мала Азия); внася кримска вълна в България, откъдето изнася коприна за Виена и Брашов. Пътува много из цяла Русия и наблюдава развитието на руската индустрия в производството на сукно. След едно посещение в гр. Екатеринослав (днес - Днипро) той решава да изостави търговията и да постави ръчното текстилно производство в родния си град на фабрична основа. Изработва подобрени модели на механичен стан, чекрък, дарак, съоръжения за използване на водната енергия и др., които заедно със закупените тайно образци, пренася контрабандно в Сливен, скрити в чували с вълна, поради забраната на руското правителство за пряк износ в неприятелски страни на каквито и да е фабрични съоръжения.
През 1834 г. се завръща със семейството си в Сливен и прави работилница в къща в „Мангърската махала“, принадлежаща на съпругата му (Марийка Янакиева, също сливенска преселница в Русия, с която междувременно са се венчали през 1831 г. и тя година по-късно му е родила син на име Иванчо). 
През 1836 г. е издаден султански ферман, с който му се възлага изграждането на модерна текстилна фабрика, произвеждаща сукно за нуждите на османската армия.
Отначало негово лично, после - съвместно (със султана) предприятие, накрая фабриката минава изцяло под държавен контрол, а Желязков е отстранен от управлението ѝ и е пренасочен към нов проект - за създаване на подобно предприятие в турския град Измит, в което няма особен успех. Междувременно напълно се разорява и след като тежко се разболява прекарва последните десет години от живота си на легло и парализиран. 
Добри Желязков умира на 65 години през 1865 г. и е погребан в двора на сливенската църква „Свети Димитър“.

## Първата фабрика
Буйно течащите води в района на родния му град и изобилието на вълна от карнобатски овце способстват за сполуката на предприетото от Желязков начинание. Текстилната му работилница е 22,20 м дълга, 4,80 м широка и 3,80 м висока. Машините, които той инсталира в нея през 1834 г., започват да работят още същата година и произвеждат здрави и широки платове. На двора е разположен модерен дарак, задвижван с кон. Работилницата има два отдела – за предене и за тъкане, а зад нея в градината е засаден пренесеният от чужбина индустриален храст „боя“, необходим за боядисването на пресуканите прежди. След година започва да тъче сукна и малки килими, които турците купуват за постилане в джамиите при молитва, с което става популярен и търговията му бързо бележи видими успехи. Това предизвикало недоволството на част от старите абаджии, които настройват срещу него консервативните членове на турската власт, но за се застъпва влиятелният фанариот от български произход (внук на Софроний Врачански) княз Стефан Богориди. Предприятието му е представено в положителни краски, пред султана-реформатор Махмуд II, който сключва с предприемача тригодишен договор за доставка на евтини и солидни платове за офицери, чиновници и войници от турската армия и подписва специален ферман (16 февруари 1836 г.), с който поставя основите на текстилната индустрия в Турция и узаконява първата българска фабрика в Сливен, част от който гласи:
| „ | Такива лица, намиращи се в империята ми, като него, са заслужили моето императорско благоволение – най-първо той е освободен от данък и други подобни тегоби в държавата ми… следователно внимавайте, щото от 1251 (1836 г.) да не искате от него никакъв данък и други подобни даждия, за която цел е обнародван настоящият ми ферман… | “ |

Ферманът е написан на хубава пергаментова хартия, подплатена със здрав зелен плат, широк е 63 см и дълъг 90 сантиметра. Изработен от добър художник, с изрисувана изящна султанска тугра (официален гербов печат). Фабрикаджията е удостоен от владетеля със специална значка и златен звездообразен орден, с които украсява дрехите си по празници. Той получава и друг специален подарък от султан Махмуд – златни ножици и аршин, които не са запазени.
Султанът отпуска два милиона гроша, които добавени към осигурените от Добри Желязков 80 000 гроша се използват за по-нататъшното разширяване и снабдяване на фабриката. Част от новите машини се внасят от Русия, а друга е изработена на място по образците, които Желязков вече притежава. На следващата година султанът отпуска още 56 000 гроша за още по-голямо модернизиране на производството. По-късно Добри Желязков построява още две фабрики към първата в дефилето над Сливен – „Селището“. Постройката на сградите, осигуряването на парцели и издирването на подходящи работници се заплащат от хазната, а сливенският майстор купува вълната, горивата и химикалите, нужни за производството и плаща заплатите на работниците (първоначално - 80 души от България и Моравия). Работниците носят на фесовете си специална пиринчена значка. Произведеното става държавна собственост срещу 21-22 гроша за аршин плат. Така генерираните печалбите или съответно - загуби - остават за сметка на Фабрикаджията.
Сградата на основната фабрика е доста внушителна и модерна за времето си, което прави силно впечатление на пътешествениците, преминали през града. Според описанието на френския географ Ами Буе от 1837 г., тя е „продълговато, четвъртито, на два етажа, на всеки от които има по 24 прозореца… В двете големи зали на главното здание има две машини за влачене на вълната, 12 тезгяха за сучене на вълната на тънко, 8 такива за сучене на дебело и 8 за тъкане.“. Фабриката е разширявана и пристроявана през годините. Дворът е с обща площ 15 500 m², от които застроени са 3920 m². Основите на главния павилион са с размери 100 m дължина и 16 m ширина, строежът е завършен през 1843 г. Зидарията е от здрав ломен камък, а колоните от дъбов и буков материал. Всички машини се задвижват с водни колела. По своите размери павилионът на фабриката е най-голямото здание в българските земи след Рилския манастир. Единственият образен документ за сградата е гравюра на Ф. Каниц от 1872 г.
След смъртта на султан Махмуд II (1839 г.) настъпва обрат в успешното начинание. Фабриката на Желязков е изцяло одържавена. Впоследствие новият аянин (областен управител) в Сливен – Мустафа бей, отстранява Добри Желязков от управлението й и той не е върнат в него, въпреки прошенията, които изпраща по този повод в Истанбул. Вместо това му предлагат да започне работа по устройване на нова държавна сукнена фабрика в Измит (Мала Азия), с което той се заема, с ограничен успех. Желанието му е да продължи да работи в Сливен, но въпреки неудачите в управлението на първата фабрика и протестите на работниците, Фабрикаджията, не е върнат на служба там. Междувременно се поболява и по-късно - и обездвижва. Завършва живота си в мизерия.
Въпреки това сливенската сукнена фабрика продължава да работи и дейността й остава непрекъсната в течение на цели 60 години, като дава препитание на хиляди семейства и служи за начало и образец на българската текстилна индустрия. Оцелелите от няколко пожара постройки през 1904 г. са превърнати в държавен затвор.

## Памет
Въпреки несекващите неприязън и враждебни действия на абаджийския еснаф срещу него, Добри Желязков е високо почитан от съгражданите си. Той остава в спомените на съвременниците си като личен човек – висок, рус, със светли сини очи, побеляла коса, хубави мустаци. Един произволен портрет, нарисуван през 30-те години пресъздава частично тази словесна характеристика. Той има широка за времето си култура; честен и енергичен човек; умен, досетлив и добър организатор. С голямо възхищение говори за него зет му, прочутият български поет и революционер Добри Чинтулов, женен за дъщеря му Анастасия. Спомоществувател е на трудовете на Константин Фотинов, като е в редовна кореспонденция с автора. Именно Фотинов казва за него: „…благоразумний и остроумний Господин Добри Желязков – безсмертно убо ест имя его и вечнолюбие в всех Болгарех!“. Желязков пръв предлага на видните си съграждани в Сливен да бъде отворено девическо училище и се наема с издирването на учителка (1841 г.). 
Добри Желязков е голям любител на растения и животни. Вкъщи има цветарник (чичеклик), пренася от Цариград много декоративни растения, „боята“ за платовете (специален храст, отглеждан с тази цел) и дори - царски паун.
Добри Желязков е праотец на много видни сливенски фамилии: Желязкови, д-р Димови, Пейчеви, Сярови, Стойнови, Миркович, Чинтулови, Саръиванови и други.
През 1934 г. инициативен комитет организира отбелязването на 100-годишнината от основаването на първата българска фабрика. Изработен е бюст-паметник на Добри Желязков от скулптора Стефан Пейчев.
На Желязков е наречена улица в София (Карта).

## Изследвания
- „Документи за българската история“, т. III, С, 1940 г.
- Тодоров, Николай. „Первая государственная текстильная фабрика на Балканах. Генезис капитализма в промишлености“, М., 1963, с. 339 – 352
- Тодоров, Николай. „Балканският град“, С, 1972, с. 258 – 282
- Дечев, Васил – в „История на Вълнено-текстилния комбинат «Г. Димитров» – Сливен /150 години/“. Сливен, 1984, с. 26 – 43
- Русев, Иван. „За някои нови и неизвестни моменти от историята на първата българска фабрика“. Годишник на Варненския свободен университет, т. I, г. IV (1998), с. 462 – 478
- Жеков, Петър, „Първата българска сукнена фабрика“. Юбилеен сборник на Българското народно читалище „Зора“ в Сливен, С, 1929, с. 222 – 224
- История на Сливен, т. III, С. 1929 г.